# Bratský rajón
Bratský rajón (ukrajinsky Братський район) byl rajón v Mykolajivské oblasti na Ukrajině. Hlavním městem bylo Bratske a rajón měl přibližně 18 tisíc obyvatel. 

## Sídla v rajónu
- Bratske